# Aysenoides terricola
Aysenoides terricola är en spindelart som beskrevs av Ramírez 2003. Aysenoides terricola ingår i släktet Aysenoides och familjen spökspindlar. Inga underarter finns listade.